# Jeph Loeb

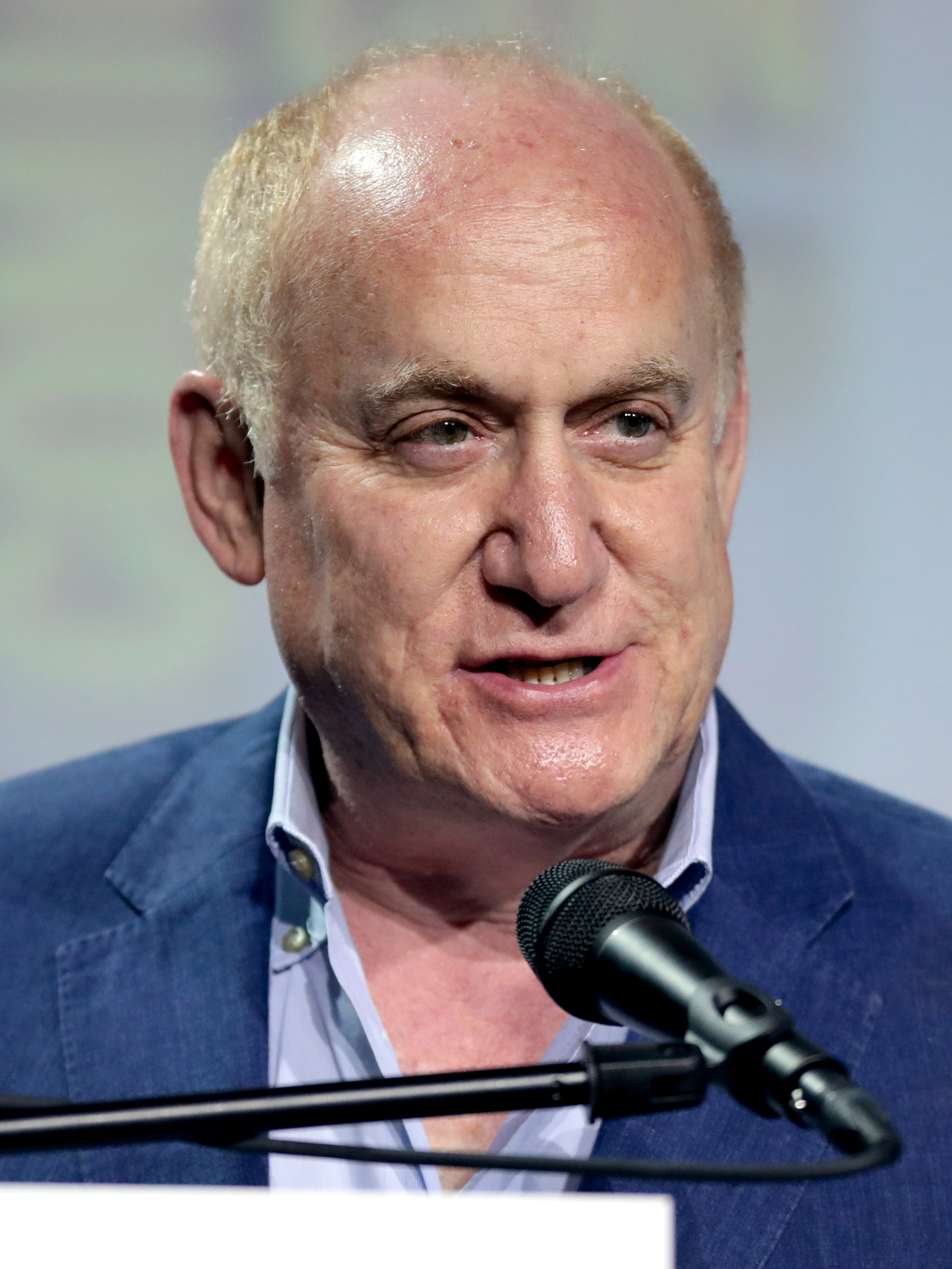
Jeph Loeb auf der San Diego Comic-Con (2019)

Joseph „Jeph“ Loeb III (* 29. Januar 1958 in Stamford, Connecticut) ist ein US-amerikanischer Drehbuch- und Comicautor und Produzent. Zu seinen bekanntesten Arbeiten als Produzent zählen die Serien Lost und Smallville, als Autor wurde er vor allem durch Comics wie The Long Halloween und Superman for all Seasons bekannt.

## Jugend und Ausbildung
Loeb wuchs in Connecticut und Massachusetts auf, wo sein Stiefvater das Amt des Vizepräsidenten der Brandeis University in Waltham bekleidete. Nach dem Studium an der Columbia University in New York – wo die Regisseure Miloš Forman und Paul Schrader zu seinen Dozenten zählten – das er mit einem Bachelor of Arts in Filmwissenschaften abschloss, begann Loeb als freischaffender Drehbuchautor zu arbeiten.

## Karriere

### Drehbuchautor und Produzent
Der Durchbruch als Drehbuchautor gelang Loeb mit dem Skript für den Michael-J.-Fox-Film Teen Wolf (1985), das er gemeinsam mit Matthew Weisman schrieb. Es folgten Drehbücher für Commando (mit Arnold Schwarzenegger), Burglar (1983, mit Whoopi Goldberg) und Teen Wolf Too (1987). Häufigster Partner Loebs blieb dabei Weisman, der an vielen dieser Drehbücher als gleichberechtigter Partner mitschrieb.
Ende der 1980er-Jahre verfasste Loeb das Drehbuch für einen von Warner Brothers geplanten Film um den Science-Fiction-Helden Flash und ab 2000 schrieb er Drehbücher für die Fernsehserie Smallville, für die er seit 2002 zudem als aufsichtsführender Produzent fungiert.
Für die US-Sendeanstalt ABC schrieb und produzierte Loeb die Serie Lost, beginnend mit der zweiten Staffel, für mehrere Jahre. 2007 wechselte er zu NBC, um als Autor und ausführender Co-Produzent für die, von seinem Freund und Kollegen Tim Kring geschaffene, Serie Heroes zu agieren. Tim Sale holte er als Designer an Bord, der die in der Serie periodisch auftauchenden Comicseiten zeichnete.

### Comicautor
Im Zuge der Pre-Production des Flash-Films, der schließlich unverwirklicht blieb, lernte Loeb Jenette Kahn, die Präsidentin des Verlages DC-Comics, einer Tochter Firma von Time Warner, die sich auf die Produktion von Comicheften konzentriert, kennen, die ihn überzeugte, sich als Comicautor zu versuchen. Seine erste veröffentlichte Arbeit in diesem Bereich, eine achtteilige Miniserie für die Reihe Challengers of the Unknown, kam schließlich 1991 auf den Markt. Loebs künstlerischer Partner an diesem Projekt war der Zeichner Tim Sale (1956–2022), mit dem er zu dieser Zeit eine fortdauernde enge persönliche Freundschaft und künstlerische Partnerschaft einging, aus der einige Dutzend Comichefte hervorgegangen sind.
Die umfangreiche Liste der gemeinsamen Arbeiten von Loeb und Sale aus den 1990er-Jahren umfasst dabei unter anderem drei sogenannte „Halloween-Specials“ für die Comicserie Batman: Legends of the Dark Knight, die in unter den Titeln Batman: Choices, Batman: Ghosts und Batman: Madness in den Jahren 1993, 1994 und 1995 jeweils im November, anlässlich des volkstümlichen amerikanischen Feiertages „Halloween“, auf den Markt kamen. Infolge der enormen Popularität der drei Specials bei den Lesern erhielten Loeb und Sale schließlich den Auftrag für ein nach Möglichkeit besonders umfangreiches Anschlussprojekt. Die so zustande gekommene zwölfteilige Maxiserie The Long Halloween, die über den Zeitraum eines Jahres von Halloween 1997 bis Halloween 1998 erschien, erwies sich kommerziell wie künstlerisch als ein beträchtlicher Erfolg. Die Serie wurde mehrfach als Sammelband neu aufgelegt und wurde zudem mit mehreren Comicpreisen, wie dem Eisner Award (in der Kategorie „Beste Miniserie“ 1998) und dem Wizard Fan Award (in der Kategorie „Beliebteste Miniserie“ 1997), ausgezeichnet. Darüber hinaus zog sie ein weiteres Anschlussprojekt, die dreizehnteilige Maxiserie Batman: Dark Victory, nach sich, die kaum weniger erfolgreich war.

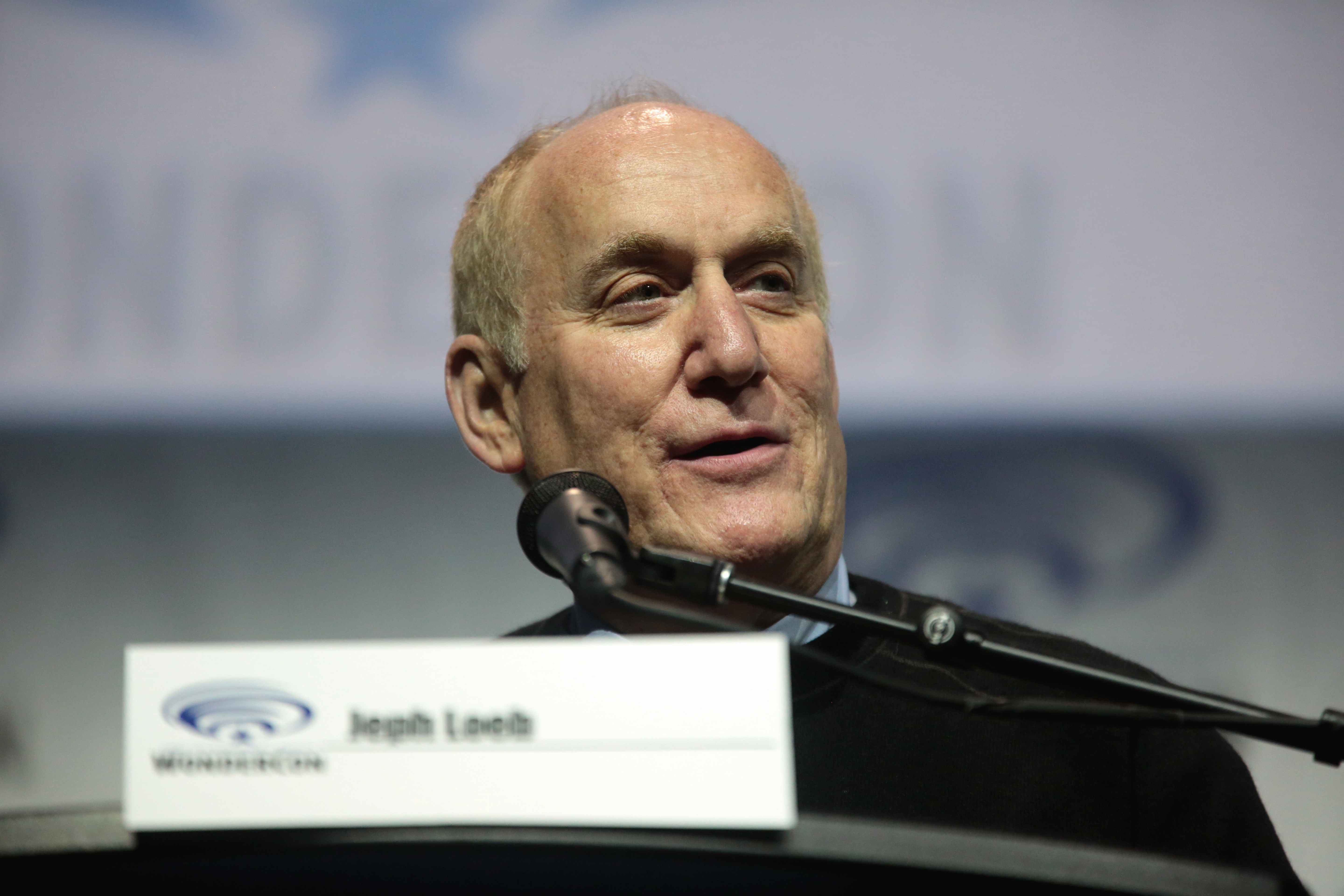
Loeb auf der WonderCon (2018)

1998 gestalteten Loeb und Sale gemeinsam die vierteilige Miniserie Superman for all Seasons, in der sie im Auftrag von DC anlässlich des sechzigsten „Geburtstages“ des berühmten Science-Fiction-Helden Superman dessen Herkunftsgeschichte und frühe „Heldenkarriere“ neu erzählten. Das im ganzen gesehen äußerst positive Echo, das Superman for all Seasons bei Lesern (Wizard Fan Award in der Kategorie „Beliebteste Miniserie“ für das Jahr 1998) wie Kritikern hervorrief, führte schließlich dazu, dass Loeb 1999 von Eddie Berganza, dem damaligen Leiter der Superman-Abteilung bei DC-Comics, als Nachfolger von Dan Jurgens für den Job des Stammautors der monatlich erscheinenden Superman-Hauptserie, die knapp als Superman betitelt war, engagiert wurde. Nachdem er die Serie drei Jahre lang als Hauptautor betreut hatte (#151–183), kehrte Loeb 2003 zu Batman zurück. Gemeinsam mit dem Star-Zeichner Jim Lee legte er die zwölfteilige Geschichte „Batman: Hush“ vor, die in den Heften Batman #608–619 veröffentlicht wurde. Der Zwölfteiler wurde ebenfalls zu einem beachtlichen kommerziellen Erfolg – die „Hush“-Hefte waren die meistverkauften DC-Comics seit mehr als zehn Jahren und erreichten elf Monate lang Platz #1 der vom US-amerikanischen Branchenmagazin Wizard herausgegebenen Charts der meistverkauften Comichefte – und markierte zudem den Ausgangspunkt für die 2004 gestartete Serie Superman/Batman, in der die beiden Titelhelden routinemäßig gemeinsame Abenteuer bestehen, und die Loeb knapp zwei Jahre lang schrieb. Als Zeichner standen ihm dabei Künstler wie Ian Churchill, Pat Lee, Michael Turner und Carlos Pacheco zur Seite. Mit Sale schuf er zur selben Zeit die sechsteilige Miniserie Catwoman: When in Rome.
Die Liste von Loebs Comicarbeiten in den 1990er-Jahren umfasst des Weiteren die Superman-verwandte Miniserie Loose Cannon von 1994, die sich mit einem namensgleichen neuen Charakter befasst, den Loeb 1993 in dem Heft Action Comics Annual #5 vorgestellt hatte. Zudem schrieb Loeb die beiden, seinen Superman-Run flankierenden, One Shots Superman: Emperor Joker (2000) und Superman: Lex 2000 (2000) sowie die Ausgaben #0–5 für die Serie Supergirl, ein Spin-off von Superman/Batman. Für Marvel Comics schrieb er einen Jahrgang der Serie Fantastic Four (#38–50; Annual #1), zahlreiche Ausgaben der Serien Cable (#15, 17–39; Cable Annual 1995), Captain America (#1–6, 12), Iron Man (#1–7), Wolverine (#50–55), X-Force (#44–61), und X-Man (#1–9), sowie die Miniserien Daredevil: Yellow (#1–6), Hulk: Gray (#1–6), Spider-Man: Blue (#1–6) und Fallen Son: The Death of Captain America (#1–5). Hulk:Red (#1 Jan 2008) The Ultimates, Volume 3: Sex, Lies and DVD (#1-#5 2008).

## Privatleben
Ein privater Schicksalsschlag ereilte Loeb 2005 mit dem Tod seines Sohnes Sam, der im Alter von siebzehn Jahren am 17. Juni 2005 einer schweren Knochenkrebserkrankung erlag. Die erste Episode Arrival der 5. Smallville-Staffel wurde Jeph Loebs Sohn gewidmet: "In Memory of Sam Loeb (1988-2005) – A True Superboy."

## Filmografie (Auswahl)
- 1987: Die diebische Elster (Burglar)

## Auszeichnungen und Ehrungen
Zu den Ehrungen, die Loeb für seine Fernseharbeit erhalten hat, zählen unter anderem der Ehrendoktor der St. Edwards Universität in Austin, Texas, sowie, gemeinsam mit Tim Kring, der Jules Verne Preis für herausragende künstlerische Leistungen, der ihm 2007 auf dem Jules Verne Festival in Paris verliehen wurde.